# 萨摩亚群岛
萨摩亚群岛（英語：Samoan Islands 或 Samoa Islands，舊稱）位於南太平洋，是波里尼西亞的一部分。约当南纬13°-15°、西经168°-173°之间，人口约250,000，主要是波里尼西亞人，通用萨摩亚语。
政治上分為两个政治实体：
- 萨摩亚 ，也称西萨摩亚（2,831 km²，185,000人）
- 美属萨摩亚 ，也叫东萨摩亚（199km²，65,000人）

2009年9月29日，薩摩亞群島發生8級地震並引發海嘯，造成超過118人死亡。